# Burgen von Bellinzona
Die drei Burgen von Bellinzona (italienisch Castelli di Bellinzona) sind eine Wehranlage in Bellinzona, dem Hauptort des Kantons Tessin in der Schweiz. Die Anlage in ihrer heutigen Gestalt wurde hauptsächlich im 15. Jahrhundert als Talsperre sowie zur Kontrolle der Zugangswege zu den Alpenpässen errichtet. Sie besteht aus den drei Burgen Castelgrande, Castello di Montebello und Castello di Sasso Corbaro sowie aus der Stadtmauer und der Murata-Wehrmauer. Seit 2000 sind die Burgen zusammen mit der Murata unter dem Namen Festung von Bellinzona ein Welterbe der UNESCO.

## Strategische Bedeutung
Die Burgen liegen an einer strategisch äusserst günstigen Stelle. In der Talenge des Ticino laufen mehrere wichtige Passrouten zusammen. In moderner Zeit sind dies der Gotthard, der San Bernardino, der Lukmanier und der Nufenen, in früheren Jahrhunderten führten Saumpfade auch über die Greina und den San Jorio. Diese Routen bündeln sich bei Bellinzona zu einem Strang von wenigen Kilometern Länge. Ein in die Flussebene ragender, mächtiger Felsrücken lässt nur zwei Durchgänge offen. Während das Castelgrande über der Altstadt aufragt, befinden sich Montebello und Sasso Corbaro auf der östlichen Talseite auf Vorsprüngen. Zusammen mit der Murata und der Stadtmauer konnte das Tal vollständig abgeriegelt werden. Der Mailänder Kommissar Azzo Visconti beschrieb 1475 die strategische Lage wie folgt: «Dieser Platz ist Schlüssel und Tor zu Italien» (Questa terra è pur una giave e porta de Italia).

## Geschichte

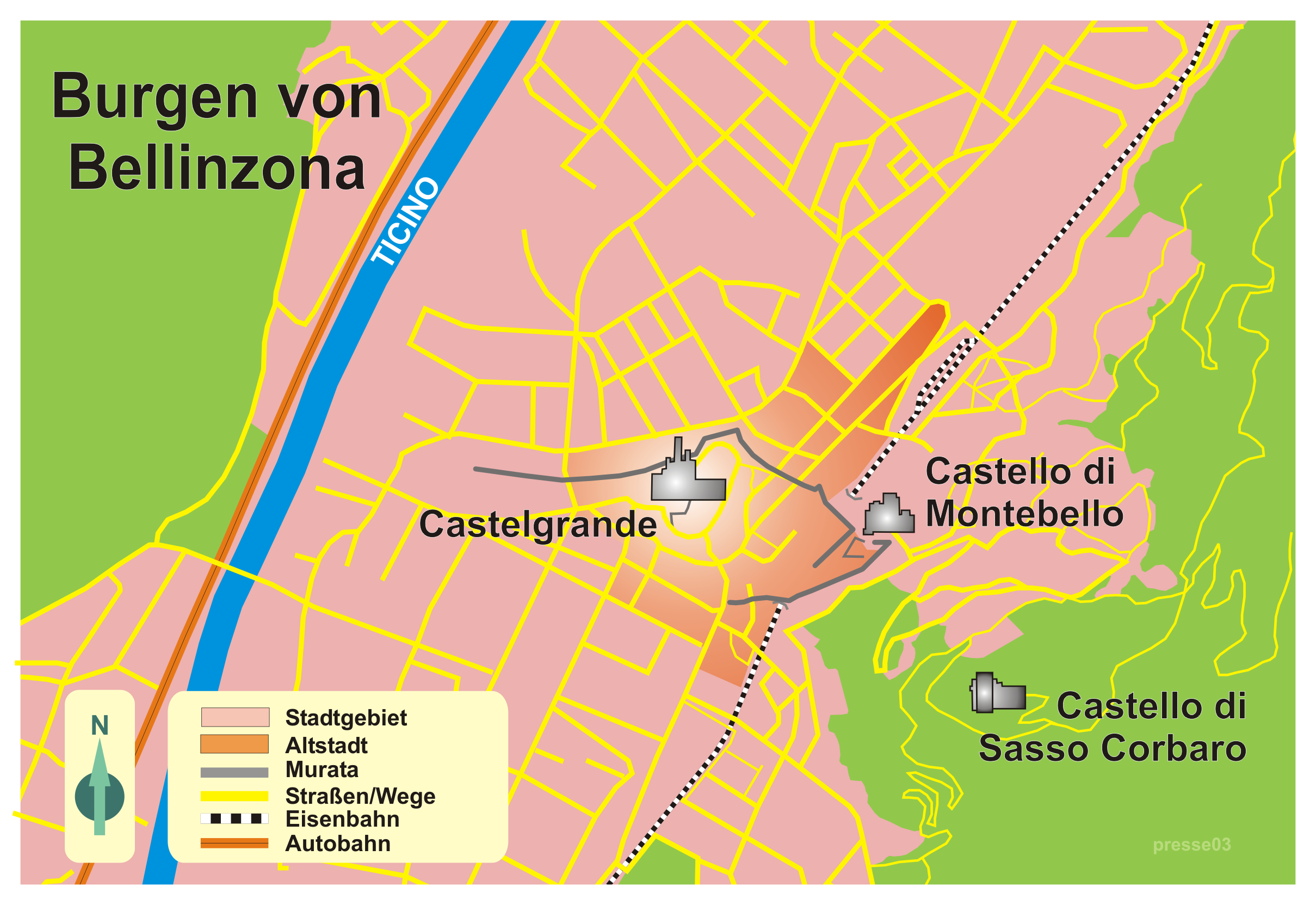
Lage der drei Burgen von Bellinzona

Gräberfelder und einzelne Baureste belegen eine durchgehende Besiedlung der Gegend um Bellinzona seit dem 4. Jahrtausend v. Chr. Dabei konzentrieren sich die urgeschichtlichen Funde auf den Burghügel des Castelgrande. Während der Herrschaftszeit von Kaiser Augustus eroberten die Römer in den Jahren 16/15 v. Chr. den Alpenraum im Rahmen der Augusteischen Alpenfeldzüge. Zur Absicherung erbauten sie auf dem Felshügel des Castelgrande ein Kastell. Dieses wurde im Verlaufe des 1. Jahrhunderts n. Chr. aufgegeben und in der Mitte des 4. Jahrhunderts wieder aufgebaut. Im Jahr 457 konnte in der nördlich gelegenen Ebene von Arbedo ein alemannisches Heer zurückgedrängt werden.
Nach dem Kollaps des Weströmischen Reiches übernahmen die Ostgoten ab etwa 500 die Herrschaft über die Umgebung von Bellinzona, in der Mitte des 6. Jahrhunderts folgte das zwischenzeitlich erstarkte Byzantinische Reich, ab 568/70 herrschten die Langobarden. Jede dieser Nachfolgestaaten nutzte das Castelgrande als Mittel der Machtentfaltung in der Region. Gregor von Tours berichtet von einem fränkischen Angriff im Jahr 590, den die Langobarden zurückschlagen konnten. 774 gelangte Bellinzona an das Fränkische Reich. Im frühen Mittelalter diente das Castelgrande weiterhin als militärischer Stützpunkt, in kriegerischen Zeiten auch als Fluchtburg für die Bevölkerung der Umgebung. Markgraf Arduin von Ivrea liess sich 1002 zum König von Italien wählen und bestätigte Bellinzona als Besitz des Bistums Como. Zwei Jahre später, nach Arduins Vertreibung, erneuerte der deutsche König Heinrich II. diese Bestätigung.

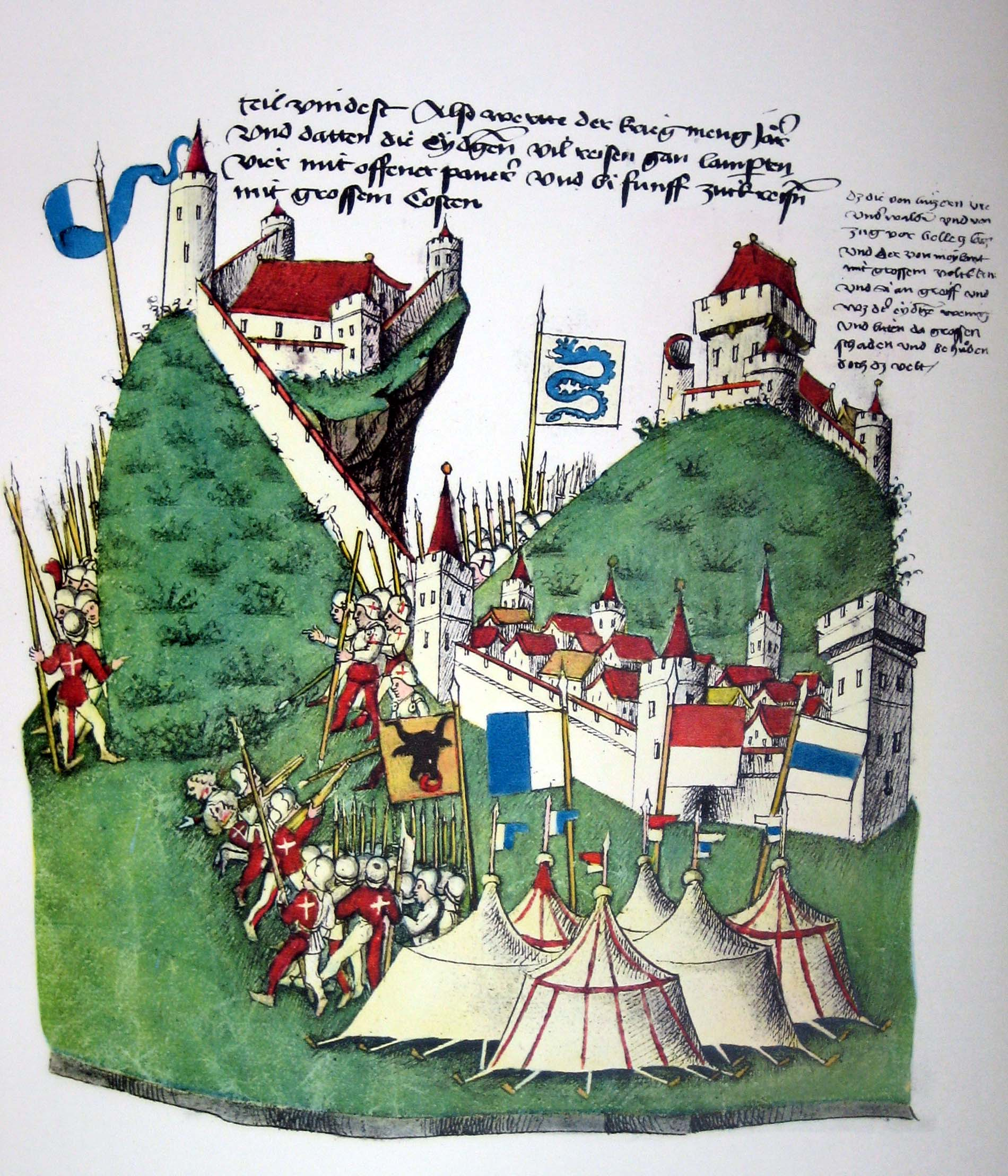
Die Eidgenossen vor Bellinzona; Darstellung in der Tschachtlanchronik

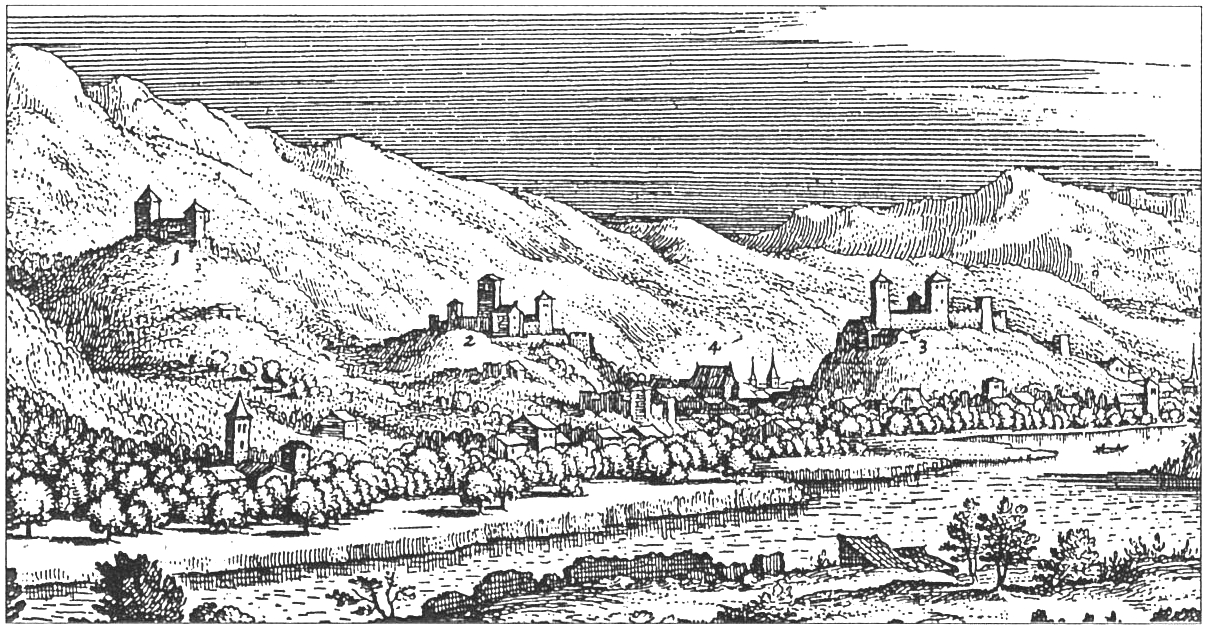
Bellinzona und die drei Burgen in der Topographia Germaniae, Kupferstich von Caspar Merian (1654)

Während des Investiturstreits waren Bellinzona und die Burg unter der Kontrolle der Staufer. 1180 übertrug Kaiser Friedrich I. den Besitz an die Stadt Como. Nachdem der Gotthardpass zu Beginn des 13. Jahrhunderts ausgebaut worden war, wuchs die strategische Bedeutung Bellinzonas und der Ort geriet in den Konflikt zwischen Ghibellinen und Guelfen. Como trat 1239 zu den kaisertreuen Ghibellinen über. Doch bereits 1242 gelang es der guelfischen Stadt Mailand, Bellinzona zu erobern. Mehrmals wechselte die Stadt ihren Besitzer (1284, 1292, 1303). Im späten 13. Jahrhundert liess die adlige Familie Rusca aus Como das Castello di Montebello errichten. 1335 wurde Como von Mailand erobert und die Rusca mussten sich nach Bellinzona zurückziehen. Im Jahr 1340 fiel auch Bellinzona an die Visconti aus Mailand.
1402 brachen nach dem Tod von Gian Galeazzo Visconti Unruhen im Herzogtum Mailand aus. Die Freiherren von Sax aus der benachbarten Talschaft Misox nutzten die unsichere Lage aus und brachten Bellinzona im Jahr 1403 in ihren Besitz. 1419 verkauften sie Stadt und Burgen an die eidgenössischen Stände Uri und Obwalden, die in die Leventina expandiert waren. Als die Eidgenossen nicht auf das Rückkaufangebot eingingen, eroberten die Mailänder im April 1422 Bellinzona zurück. Ihren wiedergewonnenen Besitz verteidigten sie am 30. Juni desselben Jahres mit dem Sieg in der Schlacht bei Arbedo. Vor der Schlacht bei Giornico im Jahr 1478 versuchten die Eidgenossen vergeblich, die Stadt einzunehmen. Die Mailänder verstärkten die Festungsanlagen und ergänzten sie 1478/79 durch das Castello di Sasso Corbaro sowie 1486/87 durch den Neubau der Murata.
1499, während der italienischen Kriege, marschierten französische Truppen ins Herzogtum Mailand ein. König Louis XII. hatte vereinbart, Bellinzona den Eidgenossen zu überlassen, um sich die Unterstützung ihrer Söldnerkontingente zu sichern. Nach Abschluss des Feldzuges hielt er sein Versprechen jedoch nicht und besetzte die Festungswerke mit 1000 Mann. Im folgenden Winter brach im Herzogtum Mailand ein Aufstand aus, in Bellinzona erhob sich die Bevölkerung gegen den König und vertrieb die französischen Besatzer. Nach der Gefangennahme von Herzog Ludovico Sforza (Verrat von Novara) fürchteten sich die Einwohner vor der Rache der Franzosen und unterwarfen sich am 14. April 1500 der Herrschaft der Eidgenossen. Frankreich und Mailand bestätigten 1503 im Frieden von Arona die Orte Uri, Schwyz und Nidwalden als neue Herrscher der Vogtei Bellinzona.
Mit dem Übergang an die Eidgenossen hatten die Befestigungsanlagen ihre militärische Bedeutung verloren. Die Burgen hatten nur noch eine minimale Besatzung mit veralteter Artillerie und verfielen mit der Zeit immer mehr. 1803 gingen sie in den Besitz des neu gegründeten Kantons Tessin über. Ab 1900 gab es erste Bemühungen, die Bausubstanz der Burgen und Befestigungen zu erhalten. Von 1920 bis 1955 fanden die umfassendsten Sicherungs- und Wiederherstellungsarbeiten statt, eine zweite Etappe folgte von 1982 bis 2006. Die UNESCO erklärte am 2. Dezember 2000 die Burgen von Bellinzona (zusammen mit der Murata) zum Welterbe, als herausragendes Beispiel spätmittelalterlicher Befestigungsanlagen am Zugang zu wichtigen Alpenpässen. Der bisherige Name der Welterbestätte Burgen von Bellinzona (Castelli di Bellinzona) wurde 2023 in Festung von Bellinzona (Fortezza di Bellinzona) geändert.

## Befestigungsanlagen

### Castelgrande

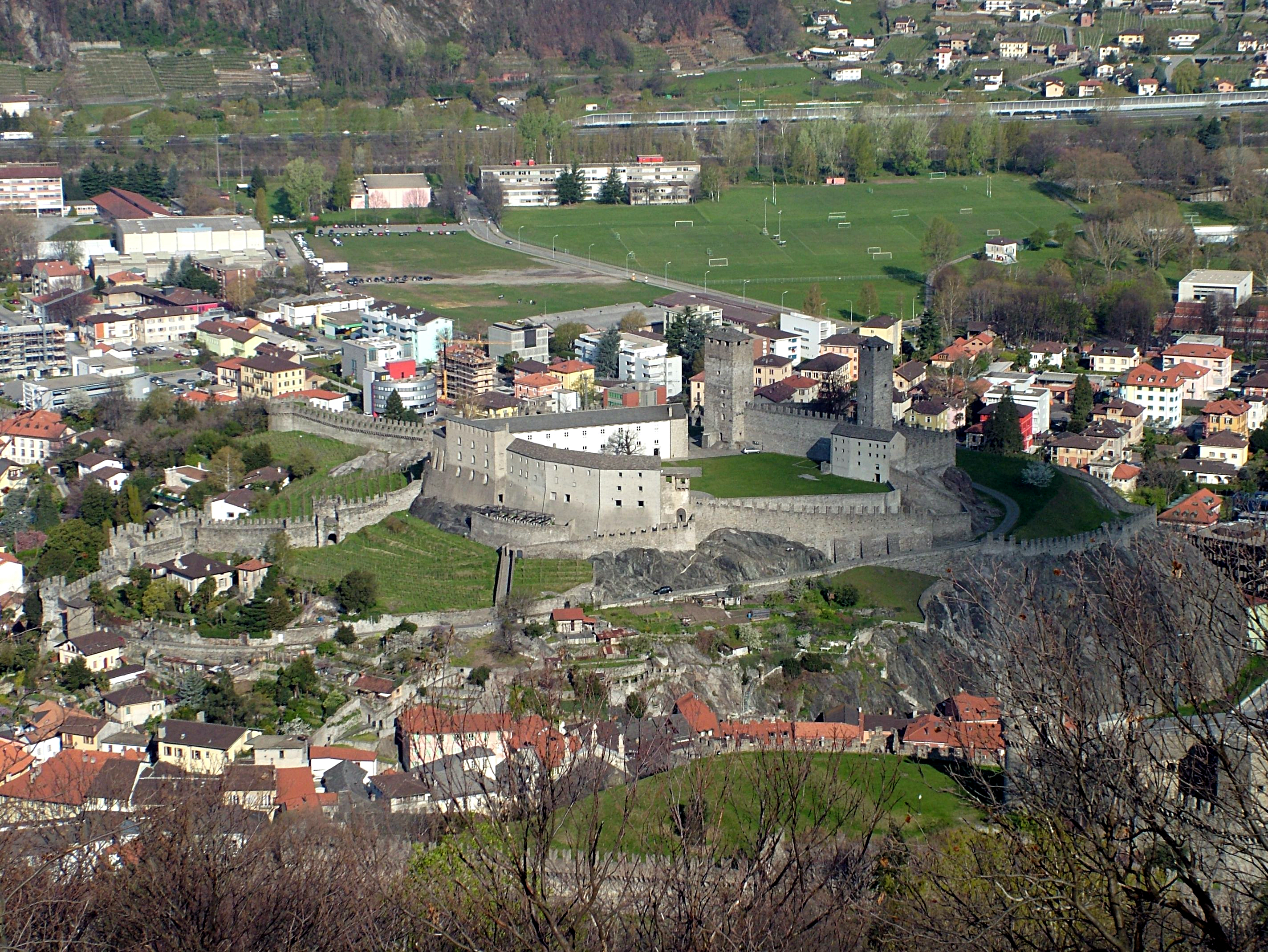
Castelgrande

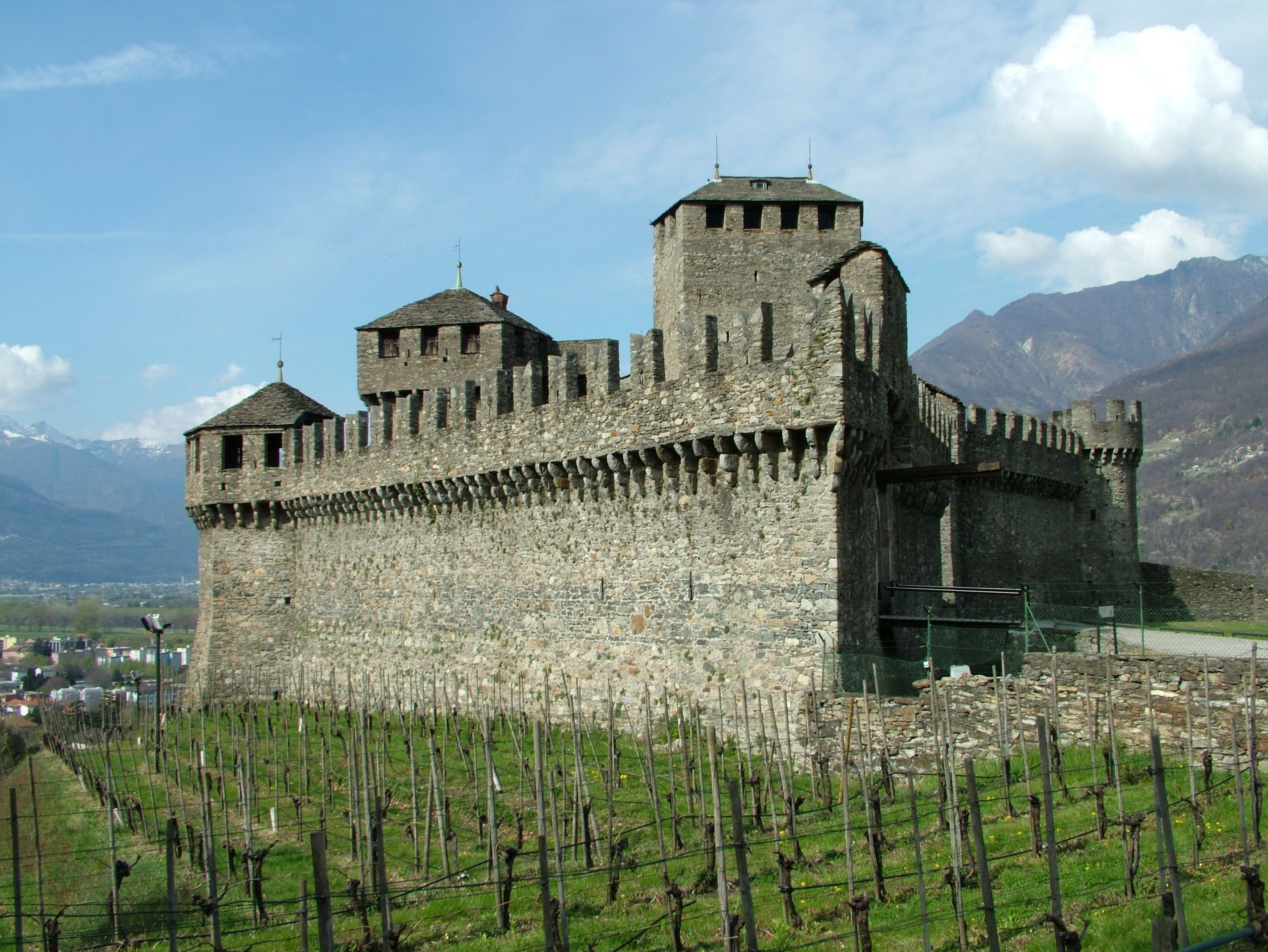
Castello di Montebello

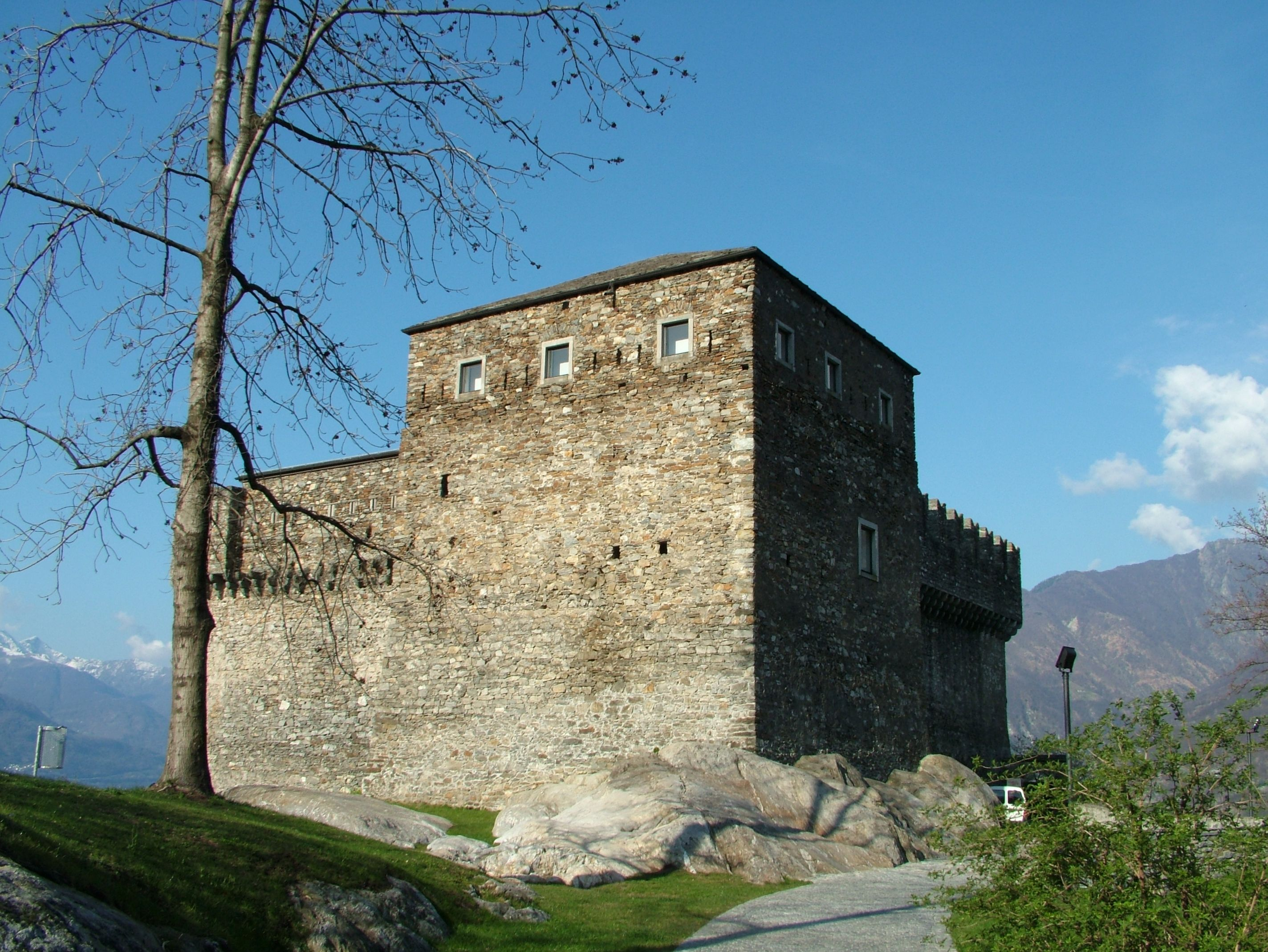
Castello di Sasso Corbaro

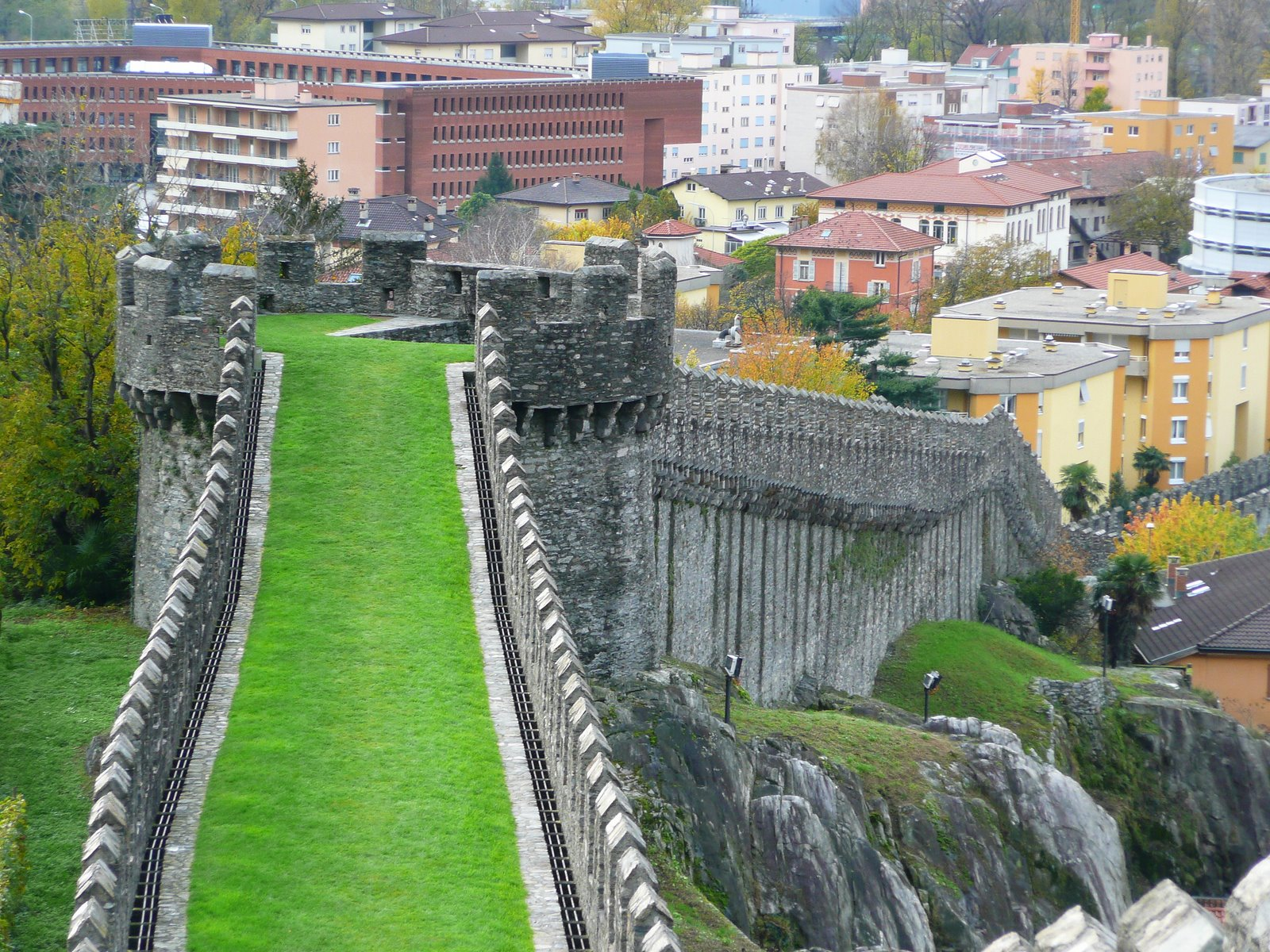
Murata

Das Castelgrande 722242 / 116928 bildet das Zentrum der Wehranlagen von Bellinzona. Die Burg umfasst eine Fläche von etwa 150 mal 200 Meter. Im Norden ist sie durch eine Felswand geschützt, der Zugang erfolgt von Süden her. Das Innere der Burg ist weitläufig, was jedoch nicht immer der Fall war. Überreste von Fundamenten deuten auf eine engere Bebauung auf den heutigen freien Flächen hin. Heute noch zu sehen sind der 27 Meter hohe Torre Bianco, das Ridotto und der der 28 Meter hohe Torre Nera. Ein Teil der Räume im Südtrakt und im Zeughaus wird für Ausstellungen genutzt.
Bis ins späte 13. Jahrhundert waren nur auf diesem Hügel Befestigungsanlagen errichtet worden. In dieser Zeit sprach man von der Burg von Bellinzona, später hiess sie Castello vecchio (alte Burg), ab 1506 Castello d’Uri (Schloss Uri), ab 1818 auch Castello San Michele. Die heute noch existierenden Gebäude stammen aus der Zeit zwischen 1250 und 1500 sowie zum Teil aus dem 19. Jahrhundert. Aus der prähistorischen und römischen Zeit sind nur noch archäologische Spuren erhalten geblieben. Von 1982 bis 2000 wurde das gesamte Bauwerk restauriert, wobei man den gesamten Hügel miteinbezog. Dadurch veränderte sich der Bezug zwischen Stadt und Burg und die räumlichen Verhältnisse konnten aufgewertet werden.

### Castello di Montebello
Das Castello di Montebello 722580 / 116777 entstand im späten 13. Jahrhundert. Auch diese Burg hatte mehrere andere Namen, so im 14. und 15. Jahrhundert Castello piccolo (kleine Burg), Castello nuovo (neue Burg), Castello di mezzo (mittlere Burg), ab 1506 Castello di Svitto (Schloss Schwyz) und ab 1818 auch Castello San Martino. Die erstmalige Erwähnung der Burg erfolgte 1313. Sie liegt auf einem nicht besonders geschützten Hügel, weshalb man zusätzlich tiefe Gräben aushob. Der Grundriss ist eine schiefe Raute. Heute befindet sich im Hauptturm das städtische Museum (Museo Civico), das hauptsächlich archäologische Funde aus Bellinzona und Umgebung zeigt.

### Castello di Sasso Corbaro
Das Castello di Sasso Corbaro 722869 / 116432 ist als einzige nicht mit den übrigen Befestigungsanlagen verbunden, sondern steht isoliert auf einem Felssporn südöstlich der Altstadt. Entstanden ist sie von 1479 bis 1482. Ab 1506 hiess sie Castello di Unterwalden (Schloss Unterwalden), ab 1818 auch Castello Santa Barbara. Zur Burg gehören ein Hauptturm und ein Wachturm. Im ersteren befinden sich Räume für Ausstellungen, ebenso ein barocker Herrschaftssaal aus dem 17. Jahrhundert.

### Murata
Westlich des Castelgrande schliesst sich die Murata 721939 / 116937 an, die ursprünglich bis an die Bergflanke am rechten Ufer des Flusses Ticino reichte. Es handelt sich dabei um eine mächtige, mit Zinnen bewehrte Doppelmauer. Dazwischen liegt ein überwölbter Gang von zwei Metern Breite und vier bis fünf Metern Höhe. Erbaut wurde die Murata ab 1422. Nach 1478 riss man sie ab und ersetzte sie 1486/87 durch eine neue. Ein Hochwasser zerstörte 1515 das Teilstück in Flussnähe, die Tore wurden im 19. Jahrhundert geschleift.